# Кольпа Клюге
Кольпа Клюге або кампсосколія жовтоволоса (Colpa klugii) — вид комах з родини Scoliidae. Корисний ентомофаг.

## Морфологічні ознаки
Дуже велика оса, довжина тіла — 21–31 мм (трохи менша, ніж сколія-гігант, від якої відрізняється насамперед наявністю двох дискоїдальних комірок на передніх крилах). Тіло темно-коричневе, на метасомі три жовтих перев'язки: на 3, 4 і 5 терґумах. Голова самиці жовта. Крила з жовтим відтінком.

## Поширення
Один з 9-ти видів роду Campsoscolia у фауні Палеарктики та один з 3-х видів у фауні України. Середземноморський вид. Ареал включає південь Франції, Албанію, Туреччину, південь України. 
В Україні відзначений в Херсонській області та в Криму. Дуже рідкісний, локально розповсюджений, украй нечисленний вид.

## Особливості біології
Мешкає в псамофітних степах, хортобіонт. Дає 1 генерацію на рік. Імаго активні з кінця липня до середини серпня. Паразитує на личинках мармурового та східного травневого хрущів. Зимує у ґрунті на стадії передлялечки.

## Загрози та охорона
Необхідне надання заповідного статусу всім збереженим ділянкам цілинних псамофітних степів.